# Formatie van Dolhain
De Formatie van Dolhain (afkorting: DOL) is een geologische formatie uit het Devoon in de ondergrond van het oosten van België. Het betreft ongeveer 20-30 meter dik pakket van kalksteen, schalie en zandsteen, dat bijzonder rijk aan fossielen van zeeleven is. De formatie komt alleen voor in het Synclinorium van Verviers, grofweg het gebied tussen Luik en Aken (Massief van de Vesder, Venster van Theux). Ze is genoemd naar Dolhain, een stadsdeel van de stad Limburg.
De Formatie van Dolhain bestaat uit een afwisseling van fossielrijke kalksteen, fijngelaagde silt- en zandsteen, en micarijke, olijfgrijze schalie. Er zijn drie niveaus van fossielenhoudende kalksteen (zogenaamde biostromen) met daarin fossielen van onder andere stromatoporen, koralen, crinoïden en brachiopoden. De koraalsoort Palaeosmilia aquisgranensis komt in alle drie de biostromen voor. Andere kenmerkende fossielen zijn de koraal Campophyllum flexuosum en de Tabulata Syringopora en Yavorskia.
De Formatie van Dolhain behoort tot het Struniaan, de bovenste subetage van het Famenniaan in België. Ze is daarmee ongeveer 360 miljoen jaar oud.
De formatie ligt bovenop de Formatie van Évieux (eveneens uit het Boven-Famenniaan). De Formatie van Dolhain ligt vrijwel overal stratigrafisch onder de Formatie van Hastière (Groep van Bilstain, Tournaisiaan). 